# NGC 5650
NGC 5650 (NGC 5652) é uma galáxia espiral barrada (SBc) localizada na direcção da constelação de Virgo. Possui uma declinação de +05° 58' 42" e uma ascensão recta de 14 horas, 31 minutos e 00,9 segundos.
A galáxia NGC 5650 foi descoberta em 12 de Maio de 1793 por William Herschel.